# Brangol
Brangol is een bestuurslaag in het regentschap Ngawi van de provincie Oost-Java, Indonesië. Brangol telt 1642 inwoners (volkstelling 2010).